# Karen Pittman
Karen Pittman (* 12. Mai 1986 in Mississippi) ist eine US-amerikanische Schauspielerin. Bekanntheit erlangte sie vor allem durch ihre Rollen aus den Serien Marvel’s Luke Cage und The Morning Show.

## Leben und Karriere
Karen Pittman wurde im Bundesstaat Mississippi geboren und wuchs anschließend in der Stadt Nashville, in Tennessee, auf. Ihre Eltern waren beide Wissenschaftler. Sie hat drei Schwestern und einen Bruder. Nach dem Schulabschluss erwarb sie einen Bachelor of Science in Oper und Gesang von der Northwestern University und anschließend den Master of Fine Arts von der New York University. Ihre erste Rolle vor der Kamera übernahm sie 2009 mit einem Gastauftritt in der Serie 30 Rock. Weitere Auftritte folgten in Kings, Medium – Nichts bleibt verborgen und White Collar. 2010 war sie in einer kleinen Rolle im Filmdrama Last Night zu sehen. 2012 stellte sie eine Reporterin im Film Das Bourne Vermächtnis dar.
2013 war sie in einer kleinen Rolle im Musikfilm Can a Song Save Your Life? zu sehen. Nach Auftritten in Good Wife und House of Cards stand sie von 2014 bis 2015 für das Stück Disgraced von Ayad Akhtar am Lyceum Theatre, zusammen mit Josh Radnor und Gretchen Mol, in der Rolle der Richterin Jory auf der Bühne. Dafür wurde sie 2015 mit dem Theatre World Award ausgezeichnet. Von 2014 bis 2016 spielte sie als Lisa eine kleine Rolle in der Serie The Americans. Zu ihren weiteren Fernsehauftritten zählen The Blacklist, Person of Interest, Blindspot, Elementary, Madam Secretary und Girlfriends’ Guide to Divorce.
Von 2016 bis 2018 gehörte Pittman als Inspector Priscilla Ridley zur Besetzung der Netflix-Serie Marvel’s Luke Cage. 2019 übernahm sie in der Dramaserie The Morning Show als Mia Jordan eine Nebenrolle. 2020 trat sie in einer kleinen Rolle in der letzten Staffel der Serie Homeland auf und wird zudem in der dritten Staffel der Serie Yellowstone eine wiederkehrende Rolle übernehmen.
Pittman lebt in New York City und ist Mutter eines Sohnes und einer Tochter. Bevor sie sich dem Schauspiel zuwandte, arbeitete sie als Sängerin und im Bereich der Kapitalanlage. Als sie sich für das Schauspielprogramm an der NYU bewarb, war sie bereits mit ihrem ersten Kind schwanger.

## Filmografie (Auswahl)
- 2009: 30 Rock (Fernsehserie, Episode 3x11)
- 2009: Kings (Fernsehserie, Episode 1x03)
- 2009: Medium – Nichts bleibt verborgen (Medium, Fernsehserie, Episode 5x16)
- 2010: White Collar (Fernsehserie, Episode 2x02)
- 2010: Last Night
- 2010: Law & Order: Special Victims Unit (Fernsehserie, Episode 12x01)
- 2011: Liebe, Lüge, Leidenschaft (One Life to Live, Fernsehserie, 4 Episoden)
- 2012: Das Bourne Vermächtnis (The Bourne Legacy)
- 2013: Can a Song Save Your Life? (Begin Again)
- 2013: Good Wife (The Good Wife, Fernsehserie, Episode 5x03)
- 2014: House of Cards (Fernsehserie, Episode 2x06)
- 2014: Wie schreibt man Liebe? (The Rewrite)
- 2014–2017: The Americans (Fernsehserie, 7 Episoden)
- 2014, 2019: The Blacklist (Fernsehserie, 2 Episoden)
- 2016: Horace and Pete (Fernsehserie, 2 Episoden)
- 2016: Custody
- 2016: Person of Interest (Fernsehserie, Episode 5x11)
- 2016: Blindspot (Fernsehserie, Episode 2x04)
- 2016: Madam Secretary (Fernsehserie, Episode 3x10)
- 2016–2018: Marvel’s Luke Cage (Fernsehserie, 12 Episoden)
- 2017: Elementary (Fernsehserie, Episode 5x22)
- 2017: Detroit
- 2017: Benji the Dove
- 2018: Girlfriends’ Guide to Divorce (Fernsehserie, Episode 5x03)
- 2019: NOS4A2 (Fernsehserie, 2 Episoden)
- 2019: Living with Yourself (Fernsehserie, 6 Episoden)
- 2019: Evil  (Fernsehserie, 2 Episoden)
- seit 2019: The Morning Show (Fernsehserie)
- 2020: Homeland (Fernsehserie, 3 Episoden)
- 2020: Yellowstone (Fernsehserie, 4 Episoden)
- 2021–2023: And Just Like That … (Fernsehserie)
- 2022: What We Do Next
- 2022: Unthinkably Good Things